# U 865
U 865 war ein U-Boot vom Typ IX C/40, das von der Kriegsmarine während des Zweiten Weltkriegs im Nordatlantik  eingesetzt wurde.

## Technische Daten
Bereits seit 1934 war die Deschimag AG Weser, teilweise unter Umgehung der Bestimmungen des Versailler Vertrages, am Aufbau der deutschen U-Bootflotte beteiligt. Während des Krieges spezialisierte sich die Werft auf den Bau von Booten des größeren Typs IX. Von diesen Booten wurden bis Kriegsende 113 Stück an die Kriegsmarine ausgeliefert. Der für den Übersee-Einsatz konzipierte Typ IX C/40 war ein Zwei-Hüllenboot, das 76 m lang war und einen Durchmesser von 6,84 m hatte. Es erreichte bei Überwasserfahrt eine Geschwindigkeit von 18,3 kn und fuhr unter Wasser maximal 7,5 kn. U 865 wurde am 17. November von Oberleutnant zur See d. R. Dietrich Stellmacher in Dienst gestellt. 
Wie die meisten deutschen U-Boote seiner Zeit verfügte auch U 865 über ein bootsspezifisches Zeichen, das am Turm geführt wurde. Es handelte sich um eine Variante des Stadtwappens von Bremen: ein altertümlicher aufgerichteter Schlüssel auf roten und weißem Muster.

## Einsatz und Geschichte
U 865 war bis Juni 1944 der 4. U-Flottille unterstellt, einer Ausbildungsflottille, die in Stettin stationiert war. In dieser Zeit unternahm Kommandant Stellmacher Ausbildungsfahrten in der Ostsee zum Einfahren des Bootes und zur Ausbildung der Besatzung.
Am 20. Juni 1944 lief das Boot von Kiel aus und verlegte in den Marinestützpunkt in Trondheim, der neuer Stützpunkt des Bootes wurde. Das Boot wurde hier für den Einsatz an der nordamerikanischen Atlantikküste, insbesondere in kanadischen Gewässern vorbereitet. Zweimal musste die Unternehmung jedoch kurz nach dem Auslaufen abgebrochen werden, da Probleme bei der Bedienung des Schnorchels auftraten. Das Boot kehrte jeweils nach Trondheim zurück. Von hier aus lief U 865 am 8. September 1944 ein weiteres Mal zur Unternehmung aus. 
Nach dem Auslaufen meldete sich das Boot nicht mehr.

### Verlust des Bootes
U 865 gilt seit dem 8. September 1944 als vermisst. Eine frühere Annahme, dass das Boot am 19. September durch einen Liberator-Bomber versenkt worden sei, hat sich bereits in den 1950er Jahren als unzutreffend herausgestellt. Dieser Angriff hatte U 858 gegolten, das hierbei nur leichte Beschädigungen davontrug. Da für den Zeitraum, in dem U 865 verlorenging, keine anderen alliierten Kampfmaßnahmen in diesem Seegebiet bekannt sind und das Boot bereits zwei Versuche, das Einsatzgebiet zu erreichen wegen Problemen mit dem Schnorchel abbrechen musste, wird angenommen, dass hierin auch der Verlust des Bootes begründet liegt.